# Adoro te
L'Adoro te, op. 150, est une œuvre de Mel Bonis composée en 1933.

## Composition
Mel Bonis compose son Adoro te en 1933. C'est une œuvre pour chœur mixte a cappella. Il existe deux manuscrits, avec la mention « envoyée à Carrara, 1933 ». Elle a été éditée à titre posthume chez Armiane en 1998.

## Analyse
L'Adoro te est une inspiration de l'Eucharistie chrétienne, à l'image de ses autres œuvres, comme les trois O Salutaris, les deux Tantum ergo ou le Panis angelicus.

## Sources
- Étienne Jardin, Mel Bonis (1858-1937) : parcours d'une compositrice de la Belle Époque, 2020 (ISBN 978-2-330-13313-9 et 2-330-13313-8, OCLC 1153996478, lire en ligne)